# Жовте обличчя
«Жо́вте обли́ччя» (англ. The Adventure of the Yellow Face) — твір із серії «Спогади Шерлока Холмса» шотландського письменника Артура Конана Дойла. Вперше опубліковано у Strand Magazine у 1893 році.

## Сюжет
На початку весни 1888 року Шерлок Холмс, страждаючи від нудьги, повернувся додому з прогулянки з доктором Вотсоном. Виявляється в них був відвідувач, який забув у джентльменів свою трубку. Вивчаючи її Холмс зробив певні висновки про відвідувача: той був стурбований (інакше як можна пояснити той факт, що він забув трубку), він дорожить трубкою (бо відносив її до ремонту, а не купив нову), він м'язистий, лівша, має гарні зуби і нарешті його ім'я — Грант Манро.
Коли містер Грант Манро повернувся, він розповів історію обману його дружиною. Вона була одружена в Сполучених Штатах Америки, її чоловік і дитина померли від жовтої гарячки, вона після цього повернулася до Англії, познайомилася з Манро та одружилась з ним. Їхній шлюб був прекрасним, за словами самого Манро, у них не було жодних розходжень ні в думках, ні в справах. Все було добре, поки, попросивши у чоловіка грошей Еффі Манро приховала навіщо вони і попросила не задавати жодних запитань з цього приводу. Два місяці по тому містер Грант виявляє, що його жінка має якісь зв'язки з мешканцями будинку напроти їхнього. Одного разу чоловік побачив у вікні сусіднього будинку якесь дивне жовте обличчя. Під впливом ревнощів він пішов до будинку, але в кімнаті, з якої дивилося на нього жовте обличчя, нікого не виявилося. Манро помітив, що кімната добре обладнана, а на камінній поличці стоїть портрет його дружини.
Холмс відправив додому містера Монро, давши йому свої інструкції. Детектив припустився думки, що таємничий незнайомець — перший чоловік Еффі Манро, який повернувся, щоб шантажувати дружину. Приїхавши до будинку, Холмс, Вотсон і містер Манро увірвалися до таємничої оселі, й в кімнаті знайшли дівчинку-негритянку в масці. Як виявилося перший чоловік Еффі Манро Джон Хеброн дійсно помер, а їхня донька, Люсі, залишилась жива. Джон був мулатом, а Люсі народилася ще темнішою за батька. Боячись, що Грант Манро відмовиться від одруження з неї через чорношкіру дитину, Еффі приховала правду. Але материнський інстинкт узяв своє: Еффі витратила сто фунтів, щоб доставити Люсі з медсестрою до Англії.